# NECサンデー劇場
『NECサンデー劇場』（エヌイーシーサンデーげきじょう）は、1959年9月6日から1961年12月24日までNET（現・テレビ朝日）系列局が編成していたNETテレビ製作の単発テレビドラマ枠である。日本電気 (NEC) の一社提供。編成時間は毎週日曜 20:00 - 21:00 （日本標準時）。
なお日本プロ野球シーズン中は、随時『NECサンデー・ナイター』として、パ・リーグのナイターを放送したことがある。

## 放送作品一覧

### 1959年
- 君死にたもうことなかれ
- 鮫ヶ淵
- 紫陽花
- 女の決闘
- 熱風
- 空は蒼いが
- うぐいす侍
- 人情噺文七元結
- 華族女房
- からすなぜ泣くの
- 落日
- 荒野
- 愛と死
- 地熱
- 幸せは一夜おくれてくる
- 今日はエトランゼ

### 1960年
- 文士劇 鬼ぎやかね組の喧嘩
- 兄とその妹
- 夜のイヤリング
- 横綱以上
- 金の簪
- 愛妻物語
- 大砲と撫子
- 北海の人々
- 遠い人
- 訪問客
- 焔の像
- 春の水
- レミは生きている
- 流氷の町
- お京さんとトランペット
- 六条御息所
- 防風林
- わかっておくれよ
- 愉快な家族
- 街の灯よ今日は
- 女殺油地獄
- 小指
- 錯乱
- 多ぜいの妻
- 顔
- 夕やけ雲
- スター誕生
- 傷痕
- 裁きの果て
- かあちゃんしぐのいやだ
- あべこべ物語
- 晩菊
- くりすます・ロータリー

### 1961年
- 今年も楽しく
- 愛の一家
- こわれた瓶
- 破戒
- 奉教人の死
- 太陽の子
- 妻なればわれも粧わん
- 女家族
- 青眉抄
- 面影
- 父親
- 黒い蝶
- 誉の家
- 鵬屋春琴
- 片棒かつぎ
- 奈穂子
- めぐり逢い
- 五十五回目の誕生日
- 新しき明日の来るを
- にごりえ
- 生きて愛して死んだ
- おんな
- 差別の壁
- かわだぶし物語
- 海鳴り
- おさゐと権三
- 陽気な未亡人
- しゃもじ
- 胎内
- どこかの海で拾った話
- アンザイレン
- 盆の月
- 天狗女房
- 嬶天下
- 惜別
- ある晴れた日に
- 消えたフットライト
- お勝手の花嫁
- 足入れ聖女
- 若い日
- クリミヤの灯は消えず
- グラビアの顔
- 命あるかぎり
- 寺田屋繁盛期
- 冬の宿
- ひとりっ娘
- 女はいつでも